# هیتکیت
هیتکیت (انگلیسی: Heathkit) شرکت الکترونیک آمریکایی است، که در سال ۱۹۲۶ تأسیس شد.